# Tượng Phật Thiên Đàn

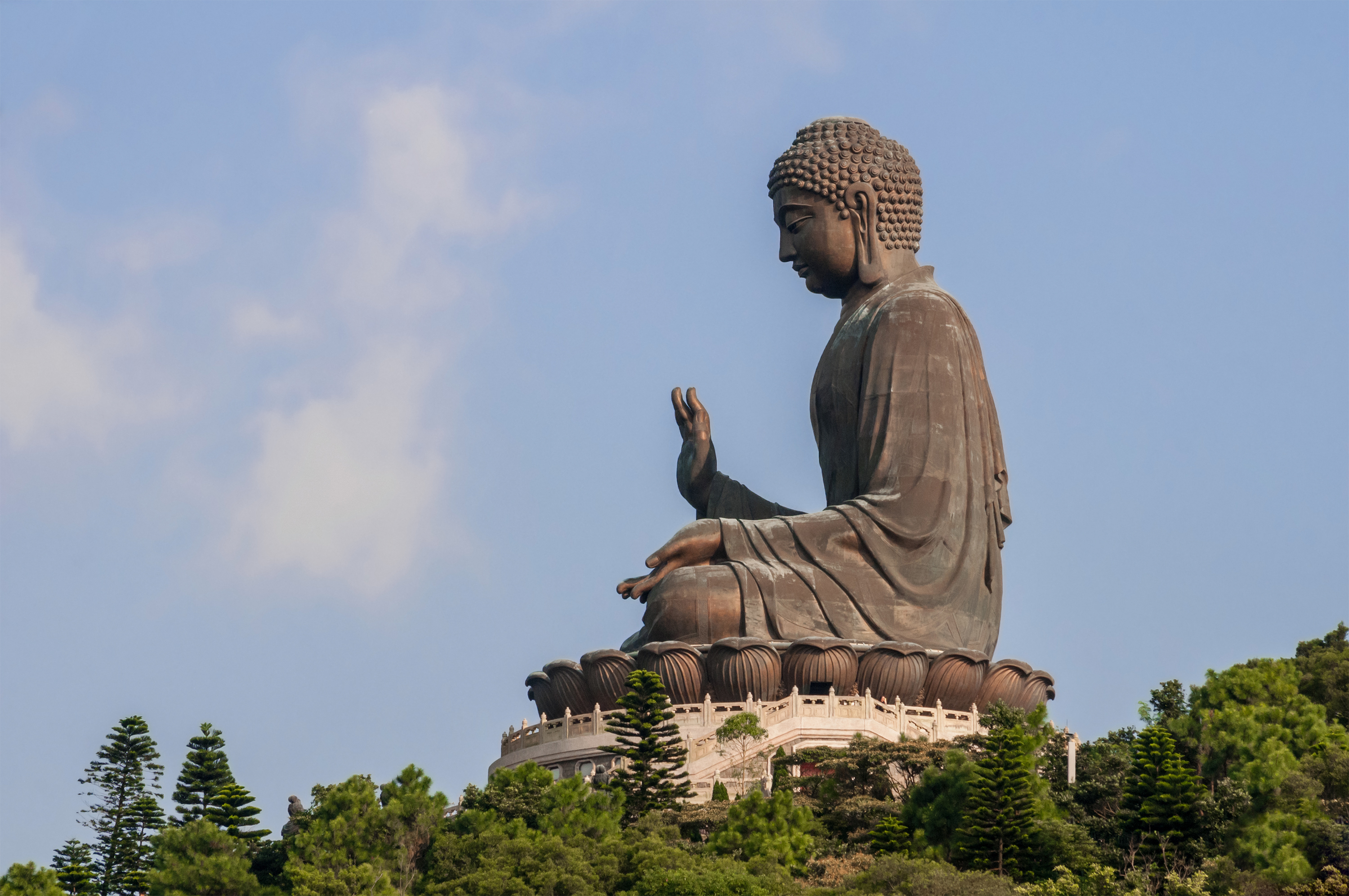

Tượng Phật Thiên Đàn, còn được gọi là Phật lớn, là một bức tượng đồng lớn của Đức Phật Thích Ca Mâu Ni, hoàn thành vào năm 1993, và đặt tại Ngong Ping, đảo Lantau, Hồng Kông. Bức tượng được bố trí gần chùa Po Lin và tượng trưng cho mối quan hệ hài hòa giữa con người và thiên nhiên, con người và đức tin. Đây là một trung tâm lớn của Phật giáo tại Hồng Kông, và cũng là một điểm thu hút du lịch nổi tiếng.

## Mô tả
Bức tượng được đặt tên là Tượng Phật Thiên Đàn vì dưa trên mô hình của Thiên Đàn ở Bắc Kinh. Một trong năm pho tượng Phật lớn ở Trung Quốc, bức tượng tọa thiền trên một hoa sen trên một bàn thờ ba nền tầng. Xung quanh tượng này là sáu bức tượng đồng nhỏ hơn được gọi là "Lục thiên mẫu hiến chúng" dâng hoa, hương, đèn, thuốc dầu, trái cây, và âm nhạc cho Đức Phật. Những tượng trưng cho Sáu Ba La của lòng quảng đại, đạo đức, kiên nhẫn, lòng nhiệt thành, thiền định, và trí tuệ, tất cả trong số đó là cần thiết cho sự giác ngộ.
Bức tượng cao 34 mét, nặng hơn 250 tấn, và được xây dựng từ 202 mảnh đồng. Ngoài các thành phần bên ngoài, có một khung thép mạnh mẽ bên trong để tăng chịu tải. Bức tượng có thể được nhìn thấy trên vịnh từ những nơi xa xôi như Ma Cao vào một ngày đẹp trời. Du khách phải leo lên 268 bước để đến Đức Phật, dù nơi này cũng có một con đường nhỏ quanh co cho xe để phù hợp với người khuyết tật. tay phải của Đức Phật dang ra, đại diện cho việc loại bỏ các phiền não, trong khi bên trái nằm mở trên đùi trong một cử chỉ của sự hào phóng. Tượng nhìn về phía bắc, là duy nhất trong số những bức tượng Phật lớn, như tất cả những người khác phải đối mặt với nam.
Ngoài ra còn có ba tầng bên dưới bức tượng. Một trong những tính năng nổi tiếng nhất bên trong là một di tích của Đức Phật Gautama, bao gồm xá lị.

## Lịch sử
Bức tượng được xây dựng bắt đầu vào năm 1990, và được hoàn thành vào ngày 29 tháng 12 năm 1993, mà Trung Quốc coi là ngày của sự giác ngộ của Đức Phật. Khi bức tượng được hoàn thành, các nhà sư từ khắp nơi trên thế giới đã được mời tham dự lễ khai mạc. khách đặc biệt từ Trung Quốc đại lục, Hồng Kông, Đài Loan, Ấn Độ, Nhật Bản, Hàn Quốc, Thái Lan, Malaysia, Singapore, Sri Lanka, và Hoa Kỳ đều tham gia vào quá trình tố tụng.